# Martin Říha (architekt)

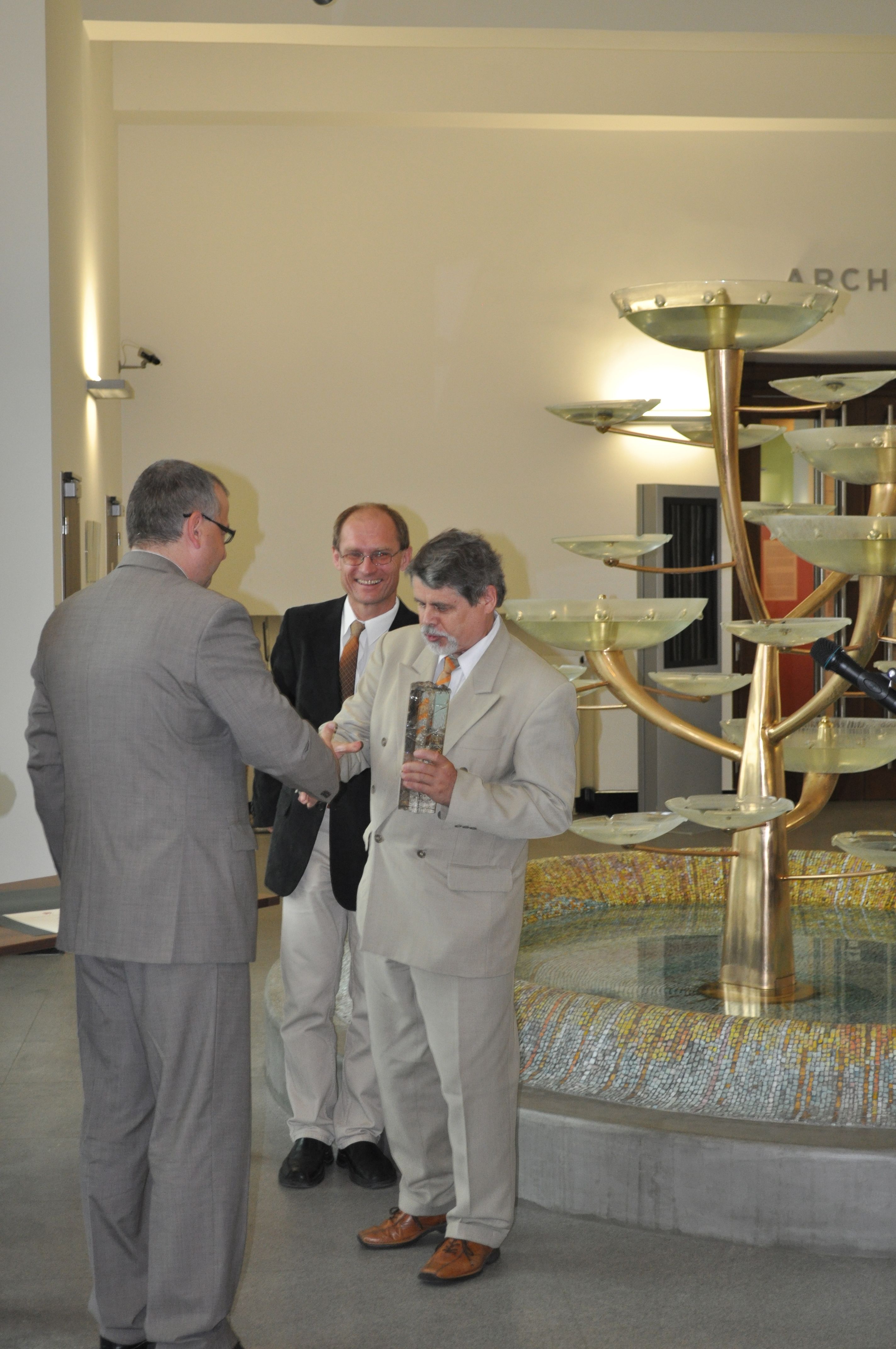
Martin Říha dostává cenu J. Vavrouška

Martin Říha (* 22. října 1945, Varnsdorf) je český architekt a urbanista, odborník v oblasti posuzovaní vlivů záměru a koncepcí na životního prostředí (SEA/EIA).

## Život
Martin Říha absolvoval maturoval v roce 1962 na Střední všeobecně vzdělávací škole v Děčíně a v roce 1968 ukončil úspěšně Stavební fakultu ČVUT. Po škole pracoval nejprve na ONV Děčín, později na KNV Ústí nad Labem v úsecích územního plánování. Ve svých tehdejších funkcích se podílel na odvrácení tzv. "velké varianty těžby" v Severočeské uhelné pánvi s totálním vyuhlením, jak navrhovali sovětští experti. Také se podílel na odvrácení likvidace města Duchcov a na záchraně zámku Jezeří a arboreta pod ním.
V roce 1990 byl jmenován druhým náměstkem ministra životního prostředí Bedřicha Moldana, odpovědného za úsek péče o životní prostředí. Po roce 1992 přešel díky delimitaci územního plánování a stavebního řádu na Ministerstvo pro rozvoj a dopravu. Od roku 1993 pracoval v Terplanu jako výrobní náměstek.
Od roku 2000 byl přijat opět na MŽP jako ředitel odboru posuzování vlivů na životní prostředí, zde pracoval do roku 2003. Od roku 2004 do svého odchodu do důchodu v roce 2011 pracoval v Útvaru rozvoje hlavního města Prahy.
Je zakládajícím členem Společnosti pro trvale udržitelný život. Je také členem vědecké sekce Rady Krkonošského národního parku.

## Ocenění
V červnu 2011 se stal držitelem Ceny Josefa Vavrouška.
V roce 2015 se stal čtvrtým laureátem Ceny Ivana Dejmala.

## Publikační činnost
- Říha, Martin: Občané, územní plánování, územní řízení a povolování staveb, Praha : Ateliér pro životní prostředí, 2000
- Říha, Martin: Proměny sudetské krajiny jako poselství dalším generacím, Praha : Společnost pro trvale udržitelný život
- Martin Říha, Jaroslav Stoklasa, Marie Lafarová, Ivan Dejmal, Jan Marek, Petr Pakosta: Územní ekologické limity těžby v SHP, Společnost pro krajinu 2005, ISBN 80-903663-0-9

## Fotogalerie

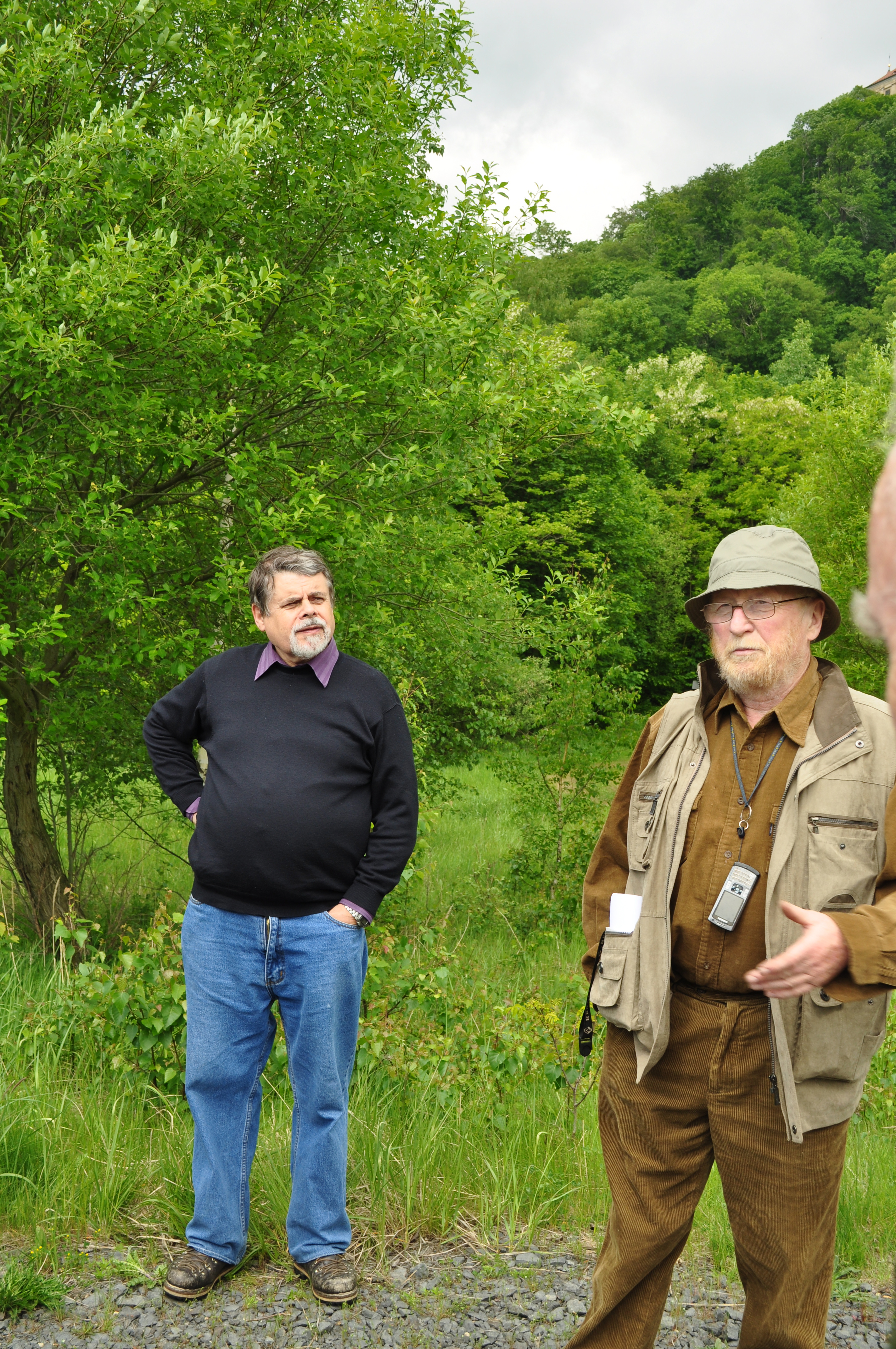
Martin Říha a Petr Pakosta pod zámkem Jezeří
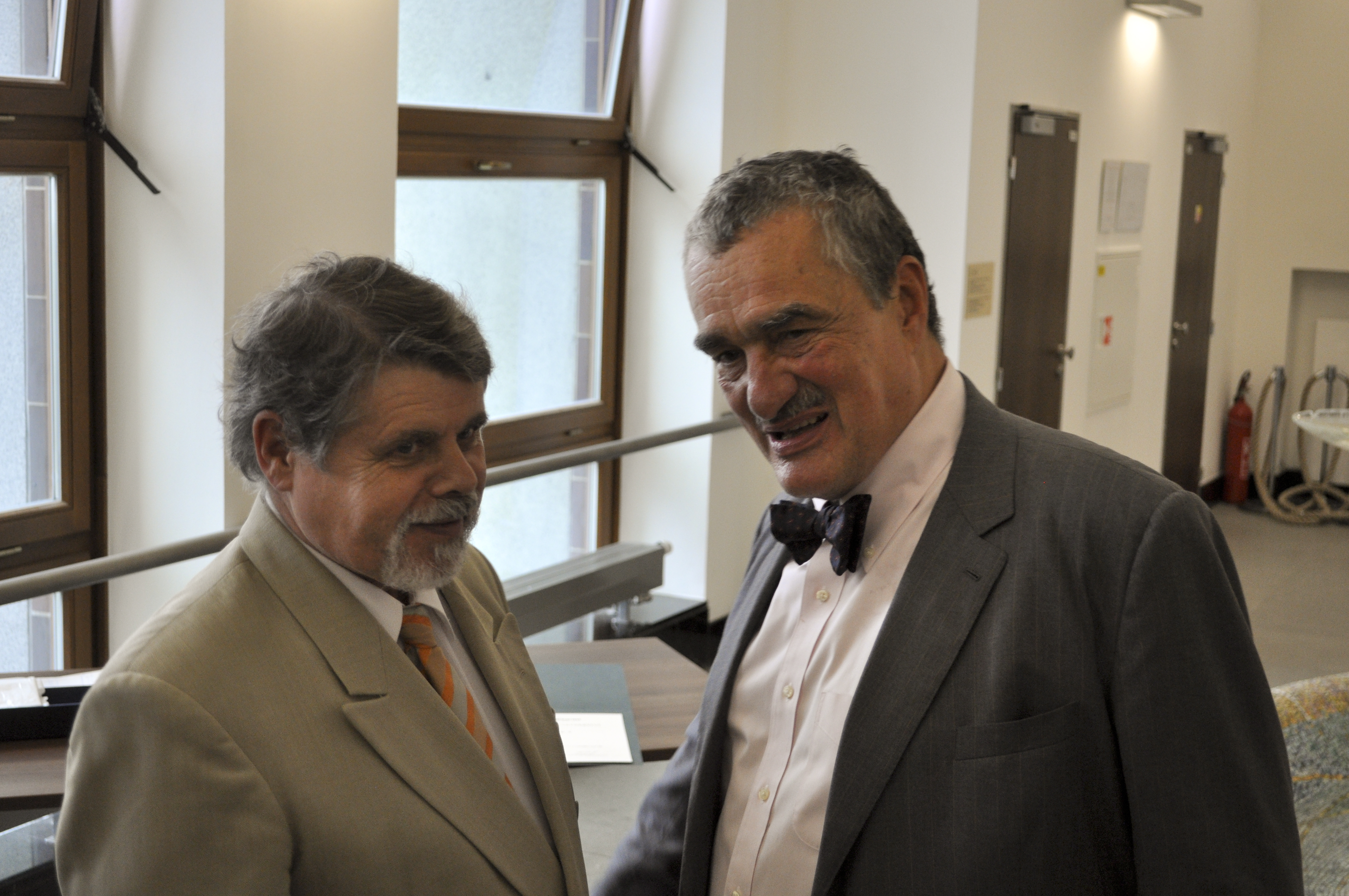
Martin Říha a Karel Schwarzenberg na předání ceny J. Vavrouška